# Швајцарска на Европском првенству у атлетици у дворани 1974.
Швајцарска је учествовала на 5. Европском првенству у дворани 1974. одржаном у дворани Скандинавијум у Гетеборгу, (Шведска), 9. и 10. марта 1974. Репрезентацију Швајцарске у њеном петом учешћу на европским првенствима у дворани представљало је троје атлетичара (2 мушкрца и 1 жена) који су се такмичили у 4 дисциплине 2 мушке и 2 женске.
Са 2 освојене медаље (1 златна и 1 бронзана) Швајцарска је у укупном пласману заузела 11. место од 15 земаља које су на овом првенству освајале медаље, односно 25 земаља учесница. Најуспешнија је била Мета Антенен која је освојила обе медаље оборивши националне рекорде у обе дисциплине. Мета Антенен је једини освајач медаља за Швајцарску после 5 европских првенстава у дворани и прва која је освајала све 3 врсте медаља.
У табели успешности према броју и пласману такмичара који су учествовали у финалним такмичењима (првих 8 такмичара) Швајцарска је са три учесника у финалу и 19 бодова заузела 13 место  од 22 земље које су имале представнике у финалу, односно 25 земаља учесницеа  јер  Луксембург, Аустрија и Ирска нису имале ниједног финалисту.
| Плас. | Земља      | 1. место | 2. место | 3. место | 4. место | 5. место | 6. место | 7. место | 8. место | Бр. финал. - Бод. |
| ----- | ---------- | -------- | -------- | -------- | -------- | -------- | -------- | -------- | -------- | ----------------- |
| 13.   | Швајцарска | 1 − 8    | −        | 1 − 6    | 1 − 5    | −        | −        | −        | −        | 3 − 19            |

## Учесници
| Бр. | Дисциплина   | Мушкарци     | Жене          | Укупно |
| --- | ------------ | ------------ | ------------- | ------ |
| 1.  | 800 м        | Ролф Гизин   |               | 1      |
| 3.  | 60 м препоне | Беат Пфистер | Мета Антенен  | 2      |
| 4.  | Скок удаљ    |              | Мета Антенен* | 1*     |
|     | Укупно 4     | 2            | 1 * (2)*      | 3 (4)* |

- Звездица уз име такмичара означава да је учествовао у више дисциплина
- Звездица уз број у загради означава да су у њега још једном урачунати такмичари који су учествовали у више дисциплина.

## Освајачи медаља (2)

### Злато (1)
- Мета Антенен — скок удаљ

### бронза (1)
Мета Антенен — 60 м пртепоне

## Резултати

### Мушкарци
| Атлетичар   | Дисциплина   | Лични рекорд | Квалификације | Квалификације | Полуфинале            | Полуфинале | Финале   | Финале  | Детаљи |
| Атлетичар   | Дисциплина   | Лични рекорд | Резултат      | Место         | Резултат              | Место      | Резултат | Место   | Детаљи |
| ----------- | ------------ | ------------ | ------------- | ------------- | --------------------- | ---------- | -------- | ------- | ------ |
| Ролф Гизин  | 800          |              | 1:49,73       | 1. у гр. 3    |                       |            | 1:50,70  | 4. / 12 |        |
| Бет Пфистер | 60 м препоне |              | 7,98          | 8. у гр. 2    | Нису се квалификовали | 9. / 16'   |          |         |        |

### Жене
| Атлетичарка   | Дисциплина   | Лични рекорд | Квалификације | Квалификације | Полуфинале   | Полуфинале | Финале    | Финале | Детаљи |
| Атлетичарка   | Дисциплина   | Лични рекорд | Резултат      | Место         | Резултат     | Место      | Резултат  | Место  | Детаљи |
| ------------- | ------------ | ------------ | ------------- | ------------- | ------------ | ---------- | --------- | ------ | ------ |
| Мета Антенен  | 60 м препоне |              | 8,30 КВ       | 3. у гр. 1    | 8,19 КВ, НРд | 2 у пф 1   | 8,19 =НРд |        |        |
| Мета Антенен* | скок удљљ    | 6,42 НРд     |               |               |              |            | 6,39 НРд  |        |        |

## Биланс медаља Швајцарске после 5. Европског првенства у дворани 1970—1974.
|      | ЕП         |   |   |   |   | УП   |
| 1—2. | 1970—1971. | 0 | 0 | 0 | 0 | 0    |
| 3.   | 1972.      | 0 | 1 | 0 | 1 | = 10 |
| 4.   | 1973.      | 0 | 0 | 0 | 0 | = 18 |
| 5.   | 1974.      | 1 | 0 | 1 | 2 | = 15 |
| 1—5  | Укупно     | 1 | 1 | 1 | 3 | 15   |

|    | Атлетичар/ка |   |   |   |   |
| 1. | Мета Антенен | 1 | 1 | 1 | 3 |
| -- | ------------ | - | - | - | - |

## Освајачи медаља Швајцарске после 5. Европског првенства 1970—1974.
|    | Атлетичар/ка     | м | ж | ЕП       | Дисциплина   |   |   |   |   |
| -- | ---------------- | - | - | -------- | ------------ | - | - | - | - |
| 1. | Мета Антенен (1) |   | ж | 1972.    | скок удаљ    |   |   |   | 1 |
| 2. | Мета Антенен (2) |   | ж | 1974.    | скок uдаљ    |   |   |   |   |
| 3. | Мета Антенен (3) |   | ж | 1974.    | 60 м препоне |   |   |   |   |
|    | Укупно           | 0 | 3 | 1970—74. |              | 1 | 1 | 1 | 3 |